# NWB Internationale Rechnungslegung – PiR
NWB Internationale Rechnungslegung – PiR aus dem NWB Verlag ist eine Fachzeitschrift mit dem Schwerpunkt internationale Bilanzierungspraxis nach IFRS.  Sie erscheint einmal monatlich und informiert über aktuelle Themen, Entwicklungen und Herausforderungen der internationalen Rechnungslegung.

## Zielgruppe und Inhalte
Die PiR richtet sich an Wirtschaftsprüfer und Bilanzierungsexperten in mittleren und großen Unternehmen. Neben Informationen zu aktuellen Themen stehen in der Zeitschrift vor allem Beispiele und Musterfälle im Vordergrund. Ziel der Herausgeber ist es, den Lesern konkrete Bilanzierungslösungen zu zeigen. Außerdem erscheinen regelmäßige Gegenüberstellungen der Rechnungslegung nach IFRS und HGB.

## Herausgeber und Lieferumfang
Die  NWB Internationale Rechnungslegung – PiR  erscheint einmal monatlich in einer Auflage von rund 1000 Exemplaren (Verlagsangabe) im NWB Verlag, Herne (vormals: Verlag Neue Wirtschafts-Briefe). Die Zeitschrift wird herausgegeben von Norbert Lüdenbach und Jens Freiberg.
Neben der gedruckten Ausgabe erhalten   Abonnenten eine Tablet-Ausgabe der Zeitschrift, den E-Mail-Newsletter sowie einen Zugang zur NWB Datenbank in das Online-Archiv der Zeitschrift, angereichert mit weiterführenden Informationen, IAS-/IFRS-Standards, dem IFRS-Buch von David Grünberger und praktischen Arbeitshilfen.